# Ernst-Gunnar Samuelsson
Ernst-Gunnar Samuelsson (født 20. marts 1923 i Lund, Sverige, død 29. november 1998 i Ålsgårde) var en svensk kemiker, professor ved Veterinær- og Landbohøjskolen i København.

## Biografi
Ernst-Gunnar Samuelsson var født i Lund, Sverige, 1923 som søn til professor Ernst Samuelsson og Gerda von Garreltz. Han tog mejeriingeniør-uddannelse på Landbohøjskolen i Alnarp, Sverige, 1951, en fil. kand. på Lunds universitet 1958 og agronomie licentiat eksamen på Norges Landbrukshøgskole 1962. Han var siden laborator og forsøgsleder på mejeriafdelingen i Alnarp. I 1967 forsvarede Samuelsson sin afhandling for agronomie doktors eksamen ved Lantbrukshögskolan i Ultuna, Sverige, og blev derefter docent i Livsmedelsteknologi ved Lunds Universitet. I 1969 blev han professor ved Veterinær- og Landbohøjskolen i København, hvor han blev til pensioneringen. Han døde 1998 i Ålsgårde.

## Videnskabelig forskning
Samuelsson studerede de kemiske egenskaber i mælk, fløde og smør samt deres effekter på mennesket. Han var den førende internationale forsker om kobber i mejeriprodukter, hvilket er et essentielt sporstof i kosten. Han studerede også ceruloplasmin, det vigtigste kobbertransporterende protein i blodet. Samuelsson studerede også effekterne af pasteurisering på både smag og mælkeallergi.